# Zasukica
Zasukica (zasučak; lat. Spiranthes) je rod trajnica iz porodice kaćunovki kojemu pripada oko 40 vrsta rasprostranjenih po Euroaziji, Americi i Australiji.

## Opis
Rod Spiranthes s oko 45 vrsta kopnenih orhideja (porodica Orchidaceae) rasprostranjene su po šumama i travnjacima diljem svijeta. Zasukice (ženske kovrče, kako je nazivaju u Americi) imaju mesnat korijenski sustav, a većina vrsta ima usko bazalno lišće. Vrste zasukica uvelike se razlikuju po veličini i boji cvjetova, ali sve imaju karakterističnu spiralu malih cvjetova koji se nalaze na vrhu klasa. Cvjetovi imaju šest čašnih listova (nediferenciranih latica i čašnih listića), koji mogu biti slobodni ili srasli zajedno da tvore kapuljicu iznad središnjeg labelluma (usne).
Neke vrste cvjetaju u jesen, kao što su S. cernua u Sjevernoj Americi i S. spiralis u Europi. S. lacera iz Sjeverne Amerike ima jednu spiralu malih bijelih cvjetova.

## Vrste
1. Spiranthes aestivalis , ljetna zasukica
2. Spiranthes alticola
3. Spiranthes angustilabris
4. Spiranthes brevilabris
5. Spiranthes casei
6. Spiranthes cernua
7. Spiranthes delitescens
8. Spiranthes diluvialis
9. Spiranthes eamesii
10. Spiranthes eatonii
11. Spiranthes elytra
12. Spiranthes graminea
13. Spiranthes heteroaustralis
14. Spiranthes hongkongensis
15. Spiranthes infernalis
16. Spiranthes intermedia
17. Spiranthes lacera
18. Spiranthes laciniata
19. Spiranthes longilabris
20. Spiranthes lucida
21. Spiranthes magnicamporum
22. Spiranthes nebulorum
23. Spiranthes ochroleuca
24. Spiranthes odorata
25. Spiranthes ovalis
26. Spiranthes parksii
27. Spiranthes porrifolia
28. Spiranthes praecox
29. Spiranthes pusilla
30. Spiranthes romanzoffiana
31. Spiranthes simpsonii
32. Spiranthes sinensis
33. Spiranthes spiralis, jesenska zasukica
34. Spiranthes stellata
35. Spiranthes suishanensis
36. Spiranthes sunii
37. Spiranthes sylvatica
38. Spiranthes torta
39. Spiranthes triloba
40. Spiranthes tuberosa
41. Spiranthes vernalis
42. Spiranthes zahlbruckneri